# Севастьянов Юрій Володимирович
Севастьянов Юрій Володимирович (7 листопада 1961 — 20 серпня 2020) — Президент Луганського футбольного клубу «Зоря», бізнесмен, начальник Луганської обласної митниці, член Партії регіонів, депутат Луганської обласної ради V і VI скликань, кандидат педагогічних наук, чемпіон СРСР з боксу.

## Біографічні відомості
Юрій Володимирович Севастьянов народився 7 листопада 1961 року у м.Токмак, Киргизія. Мати працювала вчителем географії і біології в школі міста Єлець, а батько професор Єлецького державного педагогічного інституту. У 1984 році Юрій Володимирович закінчив Липецький державний педагогічний інститут. У 1989 році переїхав до Ворошиловграду (Луганськ), де продовжив своє навчання, поступивши в аспірантуру Ворошиловградського державного педагогічного інституту. Вже в 1999 році Юрієм Володимировичем була захищена дисертація на тему: "Оптимізація тренувальних дій в системі підготовки юних футболістів на етапі поглибленої спеціалізації" і рішенням дисертаційної ради Всеросійського науково-дослідного інституту фізичної культури і спорту йому був присуджений вчений ступінь кандидата педагогічних наук. 
Друга вища освіта - юридична, закінчив Інститут післядипломної освіти Східноукраїнського національного університету імені Владимира Даля.
Дружина - Севастьянова Олена Анатоліївна - кандидат педагогічних наук, доцент; має двох дочок - Дар'я (1993 г.р.) і Анастасія (1998 г.р.).

Кар'єра:
Футбольна діяльність: 
Свій вклад у розвиток футбольної діяльності Луганська Юрій Володимирович розпочав з посади тренера. З 1991 по 1995 рік він займався тренерською підготовкою футболістів команди "Динамо" (Луганськ), яка пізніше була перейменована на "Заря-МАЛС" Луганськ і "Зоря" Луганськ.
У червні 2002 року Юрій Володимирович став Президентом футбольного клубу "Зоря". За час "президентства" Юрія Севастьянова в 2002 році "Зоря" вийшла в Першу Лігу чемпіонату України, а пізніше повернулася до Вищої Ліги. 
З 2005 по 2006 рік обіймав посаду Віце-президента футбольного клубу "Зоря".

З 1995 року займався приватною підприємницькою діяльністю, засновник і директор компанії ТОВ "Сервіс-метал".

В 2006 році Юрій Севастьянов був обраний депутатом Луганської обласної ради V скликання за списками Партії Регіонів. Був членом постійної комісії обласної ради з питань освіти, культури, молоді і спорту. У 2010 році обирався повторно депутатом обласної ради VI скликання, безпартійним. Був членом постійної комісії обласної ради з питань регламенту, депутатської діяльності, забезпечення прав громадян, свободи слова і інформації. Був радником заступника глави Луганської обласної адміністрації. 

З 2010 - 2011 рік очолював Луганську обласну митницю. За час керівництва Юрія Володимировича Севастьянова був впроваджений механізм електронного митного декларування, а також в червні 2011 року до 20-річчя створення митної служби України відбулося урочисте відкриття пам'ятника "За державу" кіногероєві Верещагину, зіграному луганським актором Павлом Луспекаевым в кінофільмі "Біле сонце пустелі".